# Johannes du Buisson
Johannes du Buisson (* 1666 in Vitry-le-François; † 21. Juli 1726 in Hamm) war ein preußischer Generalmajor, Chef des Infanterieregiments Nr. 9 und Ritter des Ordens de la Generosite.

## Leben
Er entstammt einer Hugenotten-Familie aus Frankreich und floh vor der Verfolgung nach Brandenburg.
Um 1680 trat Buisson in die Armee ein. 1692 wurde er Leutnant im Infanterieregiment „Dohna“. Am 23. November 1709 wurde er zum Oberst befördert. 1721 erhielt er das Infanterieregiment „von Auer“ und wurde am 1. Juni 1721 zum Generalmajor ernannt. Er war zudem Oberkommandierender der preußischen Truppen in der Grafschaft Mark sowie Kurator des Akademischen Gymnasiums.
Buisson war verheiratet und hat Kinder hinterlassen. Sein Grabstein findet sich noch heute in der Pauluskirche in Hamm.